# جام ملت‌های اروپا فوتبال زیر ۲۱ سال ۲۰۲۳
مسابقات جام ملت‌های اروپا فوتبال زیر ۲۱ سال ۲۰۲۳ (همچنین با نام یورو زیر ۲۱ سال ۲۰۲۳ نیز شناخته می‌شود) بیست و چهارمین دوره مسابقات جام ملت‌های اروپا زیر ۲۱ سال (بیست و هفتمین دوره اگر ۳ دوره مسابقات زیر ۲۳ سال نیز لحاظ شود) است. این مسابقات فوتبال به صورت دوسالانه توسط یوفا با حضور تیم‌های ملی مردان زیر ۲۱ سال اروپایی برگزار می‌شود.
این مسابقات به میزبانی رومانی و گرجستان برگزار خواهد شد. رومانی میزبان بازی افتتاحیه خواهد بود و گرجستان نیز میزبانی فینال را در اختیار خواهد داشت.
در مجموع ۱۶ تیم در مسابقات نهایی بازی خواهند کرد. بازیکنان متولد ۱ ژانویه ۲۰۰۰ یا بعد از آن واجد شرایط شرکت در رقابت‌ها هستند. همانند مسابقات قهرمانی زیر ۲۱ سال گذشته که یک سال قبل از المپیک برگزار می‌شد، این تورنمنت نیز به عنوان مرحله انتخابی قاره اروپا برای مسابقات فوتبال المپیک می‌باشد. علاوه بر فرانسه که به‌طور خودکار به عنوان میزبان المپیک واجد شرایط حضور در آن رقابت‌ها است؛ سایر تیم‌ها برای حضور در بازی‌های المپیک تابستانی ۲۰۲۴ (به میزبانی پاریس)، با یکدیگر رقابت خواهند کرد.
آلمان مدافع عنوان قهرمانی است.

## انتخاب میزبان
رومانی و گرجستان به‌طور جداگانه برای میزبانی این مسابقات نام‌نویسی کردند. این دو کشور در نشست کمیته اجرایی یوفا در ۳ دسامبر ۲۰۲۰ به عنوان میزبان مشترک انتخاب شدند.